# Ierland op de Olympische Zomerspelen 2012
Ierland nam deel aan de Olympische Zomerspelen 2012 in Londen, Verenigd Koninkrijk.

## Medailleoverzicht
| Sport        | Olympiër       | Onderdeel   | Medaille |
| ------------ | -------------- | ----------- | -------- |
| Boksen       | Katie Taylor   | -52kg (m)   | Goud     |
| Boksen       | John Joe Nevin | -56kg (m)   | Zilver   |
| Boksen       | Paddy Barnes   | -49kg (m)   | Brons    |
| Boksen       | Michael Conlan | -52kg (m)   | Brons    |
| Paardensport | Cian O'Connor  | individueel | Brons    |

## Deelnemers en resultaten
(m) = mannen, (v) = vrouwen

### Atletiek

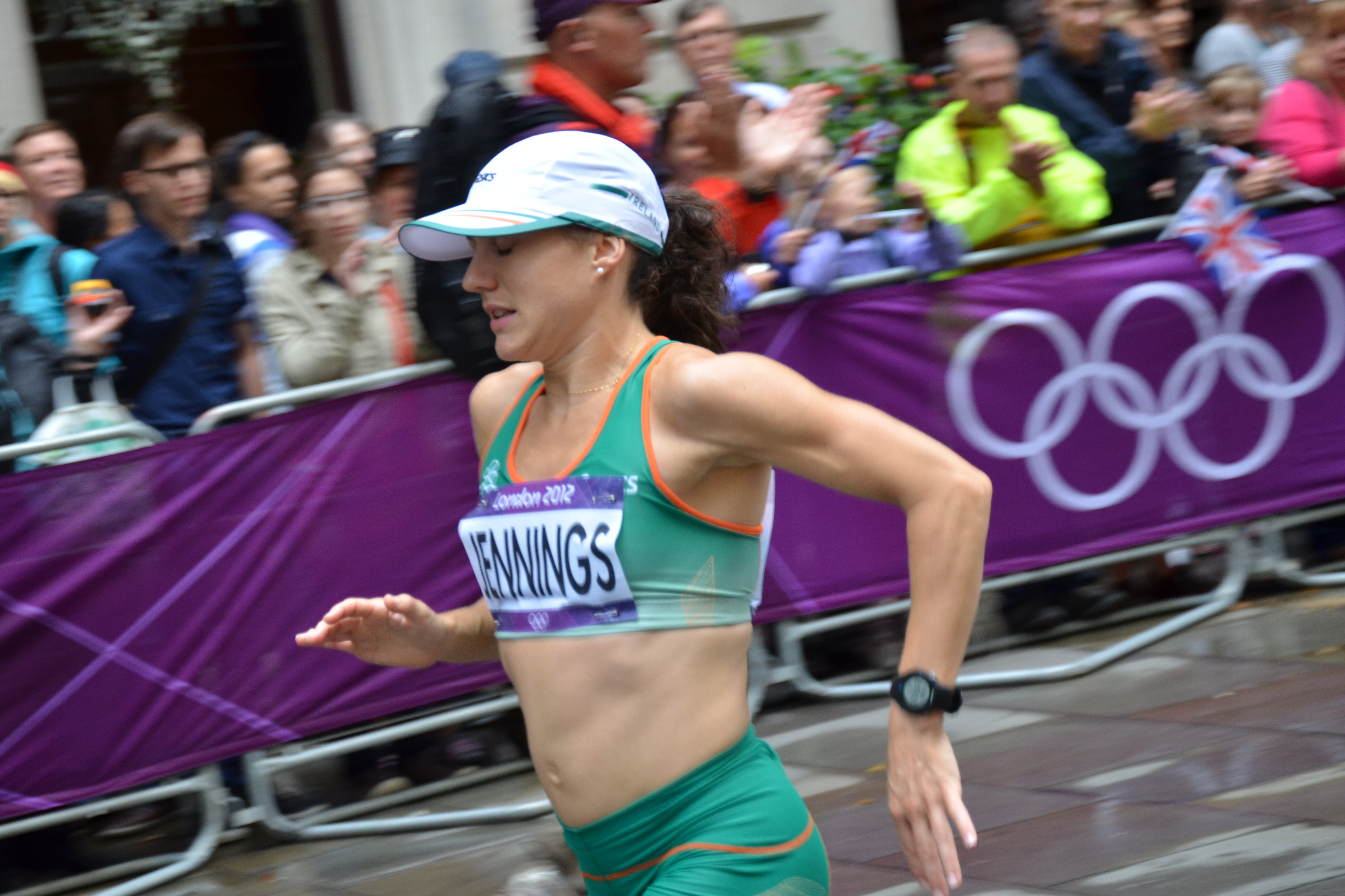
Caitriona Jennings tijdens de marathon voor vrouwen

| Olympiër                                                   | Onderdeel              | Resultaat | Prestatie                                          |
| ---------------------------------------------------------- | ---------------------- | --------- | -------------------------------------------------- |
| Paul Hession                                               | 200m (m)               | 29e       | serie 4: 5de in 20,69                              |
| Ciarán O'Lionaird                                          | 1500m (m)              | 39e       | serie 3: 13de in 3.48,35                           |
| Alistair Cragg                                             | 5000m (m)              | 31e       | serie 2: 17de in 13.47,01                          |
| Mark Kenneally                                             | marathon (m)           | 57e       | 2:21.13                                            |
| Robert Heffernan                                           | 20km snelwandelen (m)  | 9e        | 1:20.18                                            |
| Robert Heffernan                                           | 50km snelwandelen (m)  | 4e        | 3:37.54 (NRà                                       |
| Brendan Boyce                                              | 50km snelwandelen (m)  | 29e       | 3:55.01                                            |
| Colin Griffin                                              | 50km snelwandelen (m)  | dsq       | gediskwalificeerd                                  |
|                                                            |                        |           |                                                    |
| Joanne Cuddihy                                             | 400m (v)               | 16e       | serie 1: 4de in 52,09 halve finale 1: 5de in 51,88 |
| Fionnuala Britton                                          | 5000m (v)              | 21e       | serie 1: 10de in 15.12,97                          |
| Fionnuala Britton                                          | 10000m (v)             | 15e       | 31.46,71                                           |
| Derval O'Rourke                                            | 100m horden (v)        | 15e       | serie 4: 4de in 12,91 halve finale 2: 5de in 12,91 |
| Stephanie Reilly                                           | 3000m steeplechase (v) | 27e       | serie 2: 9de in 9.44,77                            |
| Jessie Barr Michelle Carey Joanne Cuddihy Marian Heffernan | 4x100 m (v)            | 13e       | serie 1: 6de in 3.30,55                            |
| Linda Byrne                                                | marathon (v)           | 66e       | 2:37.13                                            |
| Ava Hutchinson                                             | marathon (v)           | 68e       | 2:37.17                                            |
| Caitriona Jennings                                         | marathon (v)           | 107e      | 3:22.11                                            |
| Olive Loughnane                                            | 20km snelwandelen (v)  | 13e       | 1:29.39                                            |
| Laura Reynolds                                             | 20km snelwandelen (v)  | 20e       | 1:31.02                                            |
| Deirdre Ryan                                               | hoogspringen           | 27e       | kwalificatie groep A: 13de met 1,85m               |
| Tori Pena                                                  | polsstokhoogspringen   | DNF       | kwalificatie groep B: geen geldige sprong          |

### Badminton
| Olympiër    | Onderdeel     | Resultaat | Prestatie                                                                 |
| ----------- | ------------- | --------- | ------------------------------------------------------------------------- |
| Scott Evans | enkelspel (m) | 17e       | groep P: 2de V van CHN Lin: 8-21, 14-21                                   |
|             |               |           |                                                                           |
| Chloe Magee | enkelspel (v) | 17e       | groep I: 2de W van EGY Hosny: 21-17, 21-6 V van FRA Pi: 21-16,18-21,14-21 |

### Boksen
| Olympiër       | Onderdeel | Resultaat | Prestatie |
| -------------- | --------- | --------- | --- |
| Paddy Barnes   | -49kg (m) | Brons     | 1ste ronde: vrij 2de ronde: W van CMR Essomba: 15-10 kwartfinale: W van IND Singh: 23-18 halve finale: V van CHN Zou: 15-15                                                              |
| Michael Conlan | -52kg (m) | Brons     | 1ste ronde: vrij 2de ronde: W van GHA Micah: 19-8 kwartfinale: W van FRA Oubaali: 22-18 halve finale: V van CUB Ramirez: 10–20                                                           |
| John Joe Nevin | -56kg (m) | Zilver    | 1ste ronde: W van DEN Ceylan: 21-6 2de ronde: W van KAZ Abutalipov: 15-10 kwartfinale: W van MEX Valdeze: 19-13 halve finale: W van CUB Alvarez: 19–14 finale: V van GBR Campbell: 11-14 |
| Adam Nolan     | -69kg (m) | 9e        | 1ste ronde: W van ECU Sánchez 14-8 2de ronde:' V van RUS Zamkovoy: 9-18 |
| Darren O'Neill | -75kg (m) | 9e        | 1ste ronde: W van NGR Akanji: 15-6 2de ronde: V van GER Härtel: 12-19 |
|                |           |           | |
| Katie Taylor   | -51kg (v) | Goud      | 1ste ronde: vrij kwartfinale: W van GBR Jonas: 26-15 halve finale: W van TJK Chorieva: 17-9 finale: W van RUS Ochigava: 10-8                                                             |

### Gymnastiek
| Olympiër     | Onderdeel | Resultaat | Prestatie                             |
| ------------ | --------- | --------- | ------------------------------------- |
| Kieran Behan | vloer     | 53e       | kwalificatie: 53ste met 13,966 punten |

### Judo
| Olympiër     | Onderdeel | Resultaat | Prestatie                                       |
| ------------ | --------- | --------- | ----------------------------------------------- |
| Lisa Kearney | -48kg (v) | 9e        | 1ste ronde: vrij 2de ronde: V van CHN Wu: ippon |

### Kanovaren
| Olympiër          | Onderdeel   | Resultaat | Prestatie7                                                                    |
| Slalom            | Slalom      | Slalom    | Slalom                                                                        |
| ----------------- | ----------- | --------- | ----------------------------------------------------------------------------- |
| Eoin Rheinisch    | K1 (m)      | 14e       | series: 12de in 89,97 halve finale: 14de in 153,98                            |
|                   |             |           |                                                                               |
| Hannah Craig      | K1 (v)      | 9e        | series: 14de in 108,99 halve finale: 10de in 116,12 finale: 9de in 127,36     |
| Sprint            |             |           |                                                                               |
| Andrzej Jezierski | C1 200m (m) | 9e        | serie 1: 2de in 41,404 halve finale 2: 4de in 42,014 finale B: 1ste in 44,041 |

### Moderne vijfkamp
| Olympiër                | Onderdeel | Resultaat | Prestatie |
| ----------------------- | --------- | --------- | --- |
| Arthur Lanigan-O'Keeffe | mannen    | 25e       | totaal: 5516 punten schermen: 14-21 (736 punten, 29e) zwemmen: 2:02.44 (1332 punten, 9e) paardspringen: 80 strafpunten (1120 punten, 20e) combinatie hardlopen/schieten: 11:08.69 (2328 punten, 26e) |
|                         |           |           | |
| Natalya Coyle           | vrouwen   | 9e        | totaal: 5220 punten schermen: 19-16 (856 punten, 11e) zwemmen: 2:19.17 (1132 punten, 20e) paardspringen: 40 strafpunten (1160 punten, 5e) combinatie hardlopen/schieten: 12:12.45 (2072 punten, 13e) |

### Paardensport
| Olympiër                                                        | Onderdeel   | Resultaat | Prestatie |
| Dressuur                                                        | Dressuur    | Dressuur  | Dressuur |
| --------------------------------------------------------------- | ----------- | --------- | --- |
| Anna Merveldt op "Coryolano"                                    | individueel | 33e       | Grand prix: 33ste met 69.772% |
| Eventing                                                        |             |           | |
| Aoife Clark op "Master Crusoe"                                  | individueel | 7e        | totaal: 52,50 strafpunten dressuur: 48,90 strafpunten crosscountry: 3,60 strafpunten jumping: 0 strafpunten jumping finale: 0 strafpunten                                |
| Mark Kyle op "Coolio"                                           | individueel | 21e       | totaal: 75,90 strafpunten dressuur: 58,70 strafpunten crosscountry: 7,20 strafpunten jumping: 6 strafpunten jumping finale: 4 strafpunten                                |
| Joseph Murphy op "Electric Cruize"                              | individueel | 14e       | totaal: 60,40 strafpunten dressuur: 55,60 strafpunten crosscountry: 4,80 strafpunten jumping: 0 strafpunten jumping finale: 0 strafpunten                                |
| Michael Ryan op "Ballylynch"                                    | individueel | 64e       | dressuur: 60,20 strafpunten crosscountry: dnf |
| Camilla Speirs op "Portersize"                                  | individueel | 27e       | dressuur: 47,60 strafpunten crosscountry: dnf |
| Aoife Clark Mark Kyle Joseph Murphy Michael Ryan Camilla Speirs | team        | 5e        | totaal: 184,80 strafpunten dressuur: 152,10 strafpunten crosscountry: 36,70 strafpunten jumping: 6 strafpunten                                                           |
| Springconcours                                                  |             |           | |
| Cian O'Connor op "Blue Lloyd"                                   | individueel | Brons     | kwalificatie: 20 strafpunten (36e) ronde 1: 0 strafpunten ronde 2: 8 strafpunten ronde 3: 12 strafpunten finale: 1 strafpunt ronde A: 0 strafpunten ronde B: 1 strafpunt |
| Billy Twomey op "Tinka"                                         | individueel | 56e       | kwalificatie: 12 strafpunten ronde 1: 4 strafpunten ronde 2: 8 strafpunten                                                                                               |

### Roeien
| Olympiër       | Onderdeel | Resultaat | Prestatie |
| -------------- | --------- | --------- | --- |
| Sanita Pušpure | skiff (v) | 13e       | serie 1: 3de in 7.49,35 kwartfinale 2: 4de in 7.44,19 halve finale C/D: 1ste in 7.51,69 finale C: 1ste in 7.59,77 |

### Schietsport
| Olympiër      | Onderdeel | Resultaat | Prestatie                                           |
| ------------- | --------- | --------- | --------------------------------------------------- |
| Derek Burnett | trap (m)  | 27e       | kwalificatie: 27ste met 116 punten (24-23-23-23-23) |

### Triatlon
| Olympiër        | Onderdeel | Resultaat | Prestatie |
| --------------- | --------- | --------- | --------- |
| Gavin Noble     | mannen    | 23e       | 1:49.47   |
|                 |           |           |           |
| Aileen Morrison | vrouwen   | 43e       | 2:08.16   |

### Wielersport
| Olympiër      | Onderdeel        | Resultaat | Prestatie |
| Baan          | Baan             | Baan      | Baan |
| ------------- | ---------------- | --------- | --- |
| Martyn Irvine | omnium (m)       | 13e       | totaal: 64 punten vliegende ronde: 9e in 13,504 ploegkoers: 6e met 47 punten afvalling: 15e individuele achtervolging: 14e in 4.32,948 scratch: 9e tijdrit: 11e in 1.04,558 |
| Weg           |                  |           | |
| David McCann  | tijdrit (m)      | 27e       | 56.03,77 |
| David McCann  | wegwedstrijd (m) | 55e       | 5:46.37 |
| Daniel Martin | wegwedstrijd (m) | 90e       | 5:46.37 |
| Nicolas Roche | wegwedstrijd (m) | 89e       | 5:46.37 |

### Zeilen
| Olympiër                    | Onderdeel        | Resultaat | Prestatie                                            |
| --------------------------- | ---------------- | --------- | ---------------------------------------------------- |
| James Espey                 | laser (m)        | 36e       | 313 punten: (38-44-39-36-46-42-27-27-25-35)          |
| Scott Flanigan Ger Owens    | 470 (m)          | 23e       | 173 punten: (16-25-24-25-15-22-25-27-16-5)           |
| David Burrows Peter O'Leary | star (m)         | 10e       | 95 punten: (2-6-14-5-11-12-9-7-11-7-20)              |
|                             |                  |           |                                                      |
| Annalise Murphy             | laser radial (v) | 4e        | 44 punten: (1-1-1-1-8-19-2-10-3-7-10)                |
|                             |                  |           |                                                      |
| Matt McGovern Ryan Seaton   | 49er             | 14e       | 149 punten: (4-8-15-2-12-19-11-9-14-7-15-7-13-16-16) |

### Zwemmen
| Olympiër         | Onderdeel           | Resultaat | Prestatie                |
| ---------------- | ------------------- | --------- | ------------------------ |
| Barry Murphy     | 50m vrije slag (m)  | 29e       | serie 4: 2de in 22,76    |
| Barry Murphy     | 100m schoolslag (m) | 29e       | serie 4: 8ste in 1.01,57 |
|                  |                     |           |                          |
| Gráinne Murphy * | 400m vrije slag (v) | 31e       | serie 4: 8ste in 4.19,07 |
| Melanie Nocher   | 100m rugslag (v)    | 33e       | serie 2: 3de in 1.02,44  |
| Melanie Nocher   | 200m rugslag (v)    | 34e       | serie 2: 7de in 2.16,29  |
| Sycerika McMahon | 100m schoolslag (v) | 26e       | serie 4: 8ste in 1.08,80 |
| Sycerika McMahon | 200m wisselslag (v) | 22e       | serie 2: 3de in 2.14,76  |

* Gráinne Murphy startte niet op de ingeschreven afstanden 200 en 800 m vrije slag en 400 m wisselslag
Afghanistan · Albanië · Algerije · Amerikaanse Maagdeneilanden · Amerikaans-Samoa · Andorra · Angola · Antigua en Barbuda · Argentinië · Armenië · Aruba · Australië · Azerbeidzjan · Bahama's · Bahrein · Bangladesh · Barbados · België · Belize · Benin · Bermuda · Bhutan · Bolivia · Bosnië en Herzegovina · Botswana · Brazilië · Britse Maagdeneilanden · Brunei · Bulgarije · Burkina Faso · Burundi · Cambodja · Canada · Centraal-Afrikaanse Republiek · Chili · China · Chinees Taipei · Colombia · Comoren · Congo-Brazzaville · Congo-Kinshasa · Cookeilanden · Costa Rica · Cuba · Cyprus · Denemarken · Djibouti · Dominica · Dominicaanse Republiek · Duitsland · Ecuador · Egypte · El Salvador · Equatoriaal-Guinea · Eritrea · Estland · Ethiopië · Fiji · Filipijnen · Finland · Frankrijk · Gabon · Gambia · Georgië · Ghana · Grenada · Griekenland · Groot-Brittannië · Guam · Guatemala · Guinee · Guinee‑Bissau · Guyana · Haïti · Honduras · Hongarije · Hongkong · Ierland · IJsland · India · Indonesië · Irak · Iran · Israël · Italië · Ivoorkust · Jamaica · Japan · Jemen · Jordanië · Kaaimaneilanden · Kaapverdië · Kameroen · Kazachstan · Kenia · Kirgizië · Kiribati · Koeweit · Kroatië · Laos · Lesotho · Letland · Libanon · Liberia · Libië · Liechtenstein · Litouwen · Luxemburg · Macedonië · Madagaskar · Malawi · Maldiven · Maleisië · Mali · Malta · Marshalleilanden · Marokko · Mauritanië · Mauritius · Mexico · Micronesië · Moldavië · Monaco · Mongolië · Montenegro · Mozambique · Myanmar · Namibië · Nauru · Nederland · Nepal · Nicaragua · Nieuw-Zeeland · Niger · Nigeria · Noord-Korea · Noorwegen · Oeganda · Oekraïne · Oezbekistan · Oman · Oostenrijk · Oost-Timor · Pakistan · Palau · Palestina · Panama · Papoea-Nieuw-Guinea · Paraguay · Peru · Polen · Portugal · Puerto Rico · Qatar · Roemenië · Rusland · Rwanda · Saint Kitts en Nevis · Saint Lucia · Saint Vincent en Grenadines · Salomonseilanden · Samoa · San Marino · Sao Tomé en Principe · Saoedi-Arabië · Senegal · Servië · Seychellen · Sierra Leone · Singapore · Slovenië · Slowakije · Soedan · Somalië · Spanje · Sri Lanka · Suriname · Swaziland · Syrië · Tadzjikistan · Tanzania · Thailand · Togo · Tonga · Trinidad en Tobago · Tsjaad · Tsjechië · Tunesië · Turkije · Turkmenistan · Tuvalu · Uruguay · Vanuatu · Venezuela · Verenigde Arabische Emiraten · Verenigde Staten · Vietnam · Wit-Rusland · Zambia · Zimbabwe · Zuid-Afrika · Zuid-Korea · Zweden · Zwitserland · Onafhankelijke atleten